# درنسة

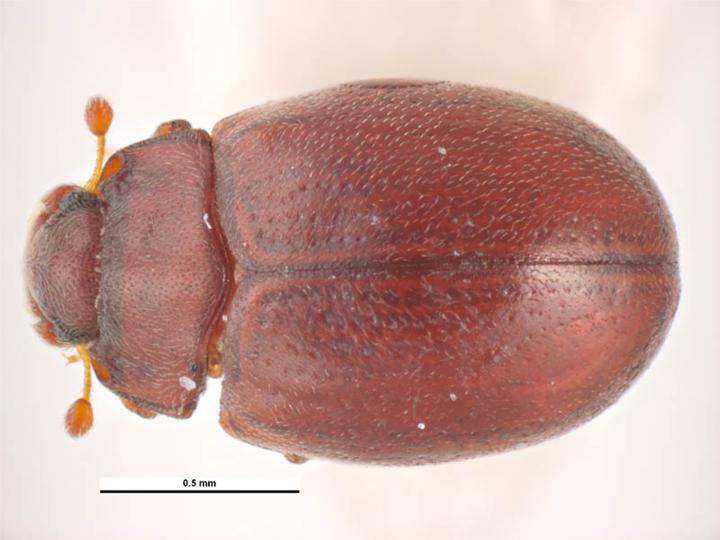
درنسة بيضوية

الدَّرَنْسَة هو جنس من الخنافس في عائلة الدرنسيات. هناك ما لا يقل عن عشرين نوعًا موصوفًا في هذا الجنس.